# Mallory Low
Mallory Low (ur. 30 sierpnia 1989 roku w Kalifornii) – amerykańska aktorka odgrywająca m.in. rolę Freddie Costello w serialu młodzieżowym To tylko gra.